# Sosunggulon
Sosunggulon is een bestuurslaag in het regentschap Tapanuli Utara van de provincie Noord-Sumatra, Indonesië. Sosunggulon telt 957 inwoners (volkstelling 2010).